# Dan Grimaldi
Daniel „Dan“ Grimaldi (* 20. Januar 1952 in Brooklyn, New York) ist ein US-amerikanischer Schauspieler. Einem breiteren Publikum wurde er durch seine Rollen der Zwillinge Philly und Patsy Parisi in der Fernsehserie Die Sopranos bekannt.

## Leben
Grimaldi hat einen Bachelor in Mathematik der Fordham University, einen Master in Operations Research der New York University und einen Doktor der Philosophie in Datenverarbeitung der City University of New York. Er lehrt Mathematik und Informatik an der Kingsborough Community College in Brooklyn.
Neben seinen Rollen in Die Sopranos hatte er bisher nur kleinere Rollen in Filmen wie dem Slasher-Film Don't Go in the House (1980) und einige Auftritte in Fernsehserien wie Law & Order. Im Computerspiel Mafia lieh er der Figur Frank seine Stimme.

## Filmografie
- 2000–2007: Die Sopranos (The Sopranos, Fernsehserie, 47 Folgen)